# Liga Invernal Mexicana 2021
La Temporada 2021 de la Liga Invernal Mexicana será la edición número 4 de este circuito. Se realizará entre los meses de octubre a diciembre. Esta temporada se jugará en la Ciudad de México y los estados de Coahuila, Nuevo León, Oaxaca, Puebla y Veracruz y la integraron 8 equipos de 9 organizaciones de la Liga Mexicana de Béisbol.

## Sistema de competencia
Participarán 8 equipos divididos en 2 zonas: Norte y Sur. Cada zona tendrá su sistema de competencia, al final se jugará una serie final denominada Campeón de Campeones para definir al campeón absoluto de la Liga Invernal Mexicana en una serie a ganar 3 de 5 juegos en modelo 2-3.

### Zona Norte
- Cada equipo jugará en su estadio donde habitualmente disputan los partidos de Liga Mexicana.
- La temporada regular iniciará el 12 de octubre y terminará el 28 de noviembre, con 28 juegos por equipo a rol corrido donde los juegos serán los martes, jueves, sábado y domingo.
- Cada equipo tendrá un total de 28 jugadores, donde 25 de ellos, serán jugadores con un límite de edad de 26 años y los otros 3 serán refuerzos sin limitaciones.
- Si hay un empate, se jugará hasta los 10 innings, en caso de persistir el empate, así terminará el juego.
- La Serie Final se juega entre el 30 de noviembre y 4 de diciembre entre los dos mejores equipos de la zona, a ganar 3 de 5 juegos (modelo 2-3).

### Zona Sur
- Cada equipo jugará en su estadio donde habitualmente disputan los partidos de Liga Mexicana, a excepción del combinado entre Yucatán y Veracruz, cuya sede se definió en Xalapa, Veracruz.
- La temporada regular inicia el 19 de octubre y termina el 21 de noviembre, con 30 juegos por equipo a rol corrido.
- Cada equipo tendrá un total de 28 jugadores, donde 25 de ellos, serán jugadores con un límite de edad de 25 años y los otros 3 serán refuerzos sin limitaciones.
- Si hay un empate, se jugará hasta los 10 innings, en caso de persistir el empate, así terminará el juego.
- La Serie Final se juega a partir del 23 de noviembre, a ganar 4 de 7 juegos.

## Equipos participantes
Temporada 2021
| Liga Invernal Mexicana 2021 |                             |                        |                       |                        |           |
| Zona                        | Equipo                      | Mánager                | Sede                  | Estadio                | Capacidad |
| Norte                       | Acereros de Monclova        | Mickey Callaway        | Monclova, Coahuila    | Monclova               | 8,500     |
| Norte                       | Algodoneros de Unión Laguna | Carlos González        | Torreón, Coahuila     | Revolución             | 9,935     |
| Norte                       | Saraperos de Saltillo       | José de Jesús Muñoz    | Saltillo, Coahuila    | Francisco I. Madero    | 14,000    |
| Norte                       | Sultanes de Monterrey       | José Bernardo López    | Monterrey, Nuevo León | Monterrey              | 21,906    |
| Sur                         | El Águila de Veracruz       | Reinaldo Batista       | Xalapa, Veracruz      | Parque Deportivo Colón | 5,000     |
| Sur                         | Diablos Rojos del México    | Miguel Ojeda Siqueiros | Ciudad de México      | Alfredo Harp Helú      | 20,576    |
| Sur                         | Guerreros de Oaxaca         | Erick Rodriguez        | Oaxaca, Oaxaca        | Eduardo Vasconcelos    | 7,200     |
| Sur                         | Pericos de Puebla           | Héctor Hurtado         | Puebla, Puebla        | Hermanos Serdán        | 12,112    |

## Posiciones
- Actualizadas las posiciones al 15 de noviembre de 2021. [2]

| Zona Norte   | Zona Norte | Zona Norte | Zona Norte | Zona Norte | Zona Norte |
| Equipo       | JG         | JP         | PCT        | JV         |            |
| ------------ | ---------- | ---------- | ---------- | ---------- | ---------- |
| Monclova     | 16         | 7          | .696       | -          |            |
| Monterrey    | 11         | 10         | .524       | 4.0        |            |
| Unión Laguna | 12         | .500       | 4.5        |            |            |
| Saltillo     | 6          | 16         | .273       | 9.5        |            |

| Zona Sur         | Zona Sur | Zona Sur | Zona Sur | Zona Sur | Zona Sur |
| Equipo           | JG       | JP       | PCT      | JV       |          |
| ---------------- | -------- | -------- | -------- | -------- | -------- |
| Puebla           | 18       | 12       | .600     | -        |          |
| Veracruz-Yucatán | 17       | 12       | .586     | 0.5      |          |
| México           | 15       | 15       | .500     | 3.0      |          |
| Oaxaca           | 9        | 20       | .310     | 8.5      |          |

| Jugarán la Serie de Campeonato de Zona |

## Playoffs
|  | Series de Campeonato             | Series de Campeonato             | Series de Campeonato             |        |   | Serie del Príncipe | Serie del Príncipe | Serie del Príncipe |  |
|  | 23 de noviembre - 4 de diciembre | 23 de noviembre - 4 de diciembre | 23 de noviembre - 4 de diciembre |        |   | diciembre          | diciembre          | diciembre          |  |
|  |                                  |                                  |                                  |        |   |                    |                    |                    |  |
|  |                                  |                                  |                                  |        |   |                    |                    |                    |  |
|  | 2                                | Monterrey                        | 0                                |        |   |                    |                    |                    |  |
|  | 2                                | Monterrey                        | 0                                |        |   |                    |                    |                    |  |
|  | 1                                | Monclova                         | 3                                |        |   |                    |                    |                    |  |
|  | 1                                | Monclova                         | 3                                |        | - | Monclova           | 3                  |                    |  |
|  |                                  |                                  |                                  |        | - | Monclova           | 3                  |                    |  |
|  |                                  |                                  | 1                                | Puebla | 2 |                    |                    |                    |  |
|  | 2                                | Veracruz-Yucatán                 | 1                                | Puebla | 2 | 1                  |                    |                    |  |
|  | 2                                | Veracruz-Yucatán                 |                                  |        |   | 1                  |                    |                    |  |
|  | 1                                | Puebla                           | 4                                |        |   |                    |                    |                    |  |
|  | 1                                | Puebla                           | 4                                |        |   |                    |                    |                    |  |
|  |                                  |                                  |                                  |        |   |                    |                    |                    |  |

## Designaciones
| Liga Invernal Mexicana | Liga Invernal Mexicana | Liga Invernal Mexicana      |
| Designación            | Ganador                | Equipo                      |
| ---------------------- | ---------------------- | --------------------------- |
| Jugador más valioso    | Óliver Carrillo        | El Águila-Leones            |
| Pitcher del año        | Por Definir            | Por Definir                 |
| Zona Sur               |                        |                             |
| Designación            | Ganador                | Equipo                      |
| Jugador más valioso    | Óliver Carrillo        | El Águila-Leones            |
| Pitcher del año        | Cristian Alvarado      | Pericos de Puebla           |
| Zona Norte             |                        |                             |
| Designación            | Ganador                | Equipo                      |
| Jugador más valioso    | Roberto Castro         | Acereros de Monclova        |
| Pitcher del año        | Enrique Gastélum       | Algodoneros de Unión Laguna |